# Наплата
Епизода Наплата је 15. епизода 8. сезоне серије "МЗИС: Лос Анђелес". Премијерно је приказана 19. фебруара 2017. године на каналу ЦБС.

## Опис
Сценарио за епизоду је писала Џордана Луис Џеф, а режирао ју је Теренс О’Хара.
Док екипа жури да спаси Кензи, откривају како се преиспитују коме да верују кад се стара лица поново појављују.
У овој епизоди се појављује контраадмирал у пензији Алберт Џетро Чегвиден.

## Ликови

### Из серијеМЗИС: Лос Анђелес
- Крис О’Донел као Гриша Кален
- Данијела Руа као Кензи Блај
- Ерик Кристијан Олсен као Мартин А. Дикс
- Берет Фоа као Ерик Бил
- Мигел Ферер као Овен Гренџер
- Линда Хант као Хенријета Ленг
- Џејмс Тод Смит као Семјуел Хана

### Из серијеВојни адвокати
- Џон М. Џексон као Алберт Џетро Чегвиден